# Ecdyonurus torrentis
Espèce
Ecdyonurus torrentis est une espèce d'insectes ailés, de l'ordre des éphéméroptères.

## Localisation
Ecdyonurus torrentis se trouve pratiquement partout en Europe. Cette espèce a un tropisme particulier pour les eaux pures et riches en oxygène des petites rivières en tête de bassins.

## Caractéristiques physiques
- Nymphe : de 10 à 15 mm pour le corps
- Imago :
  - Corps : ♂ 8 à 12 mm, ♀ 11 à 16 mm
  - Cerques : ♂ 30 à 35 mm, ♀ 18 à 20 mm
  - Ailes : ♂ 9 à 12 mm, ♀ 12 à 15 mm

Belle couleur tirant sur l'orangé, avec une segmentation sombre très visible.

## Éclosion
À partir du mois de mai et jusqu'en août.